# Thor 3
Thor 3 je geostacionární telekomunikační družice, přenášející televizní signál pro službu DTH (Direct To Home). Na oběžnou dráhu byla vynesena nosnou raketou Delta II dne 9. června 1998. Provozovatelem je satelitní operátor Telenor Satellite Services AS Oslo.

## Umístění
Thor 3 je umístěn na stejné pozici, jako jsou další satelity Thor na tzv. skandinávské Hot Bird pozici 1° West sloužící pro skandinávské státy, střední a východní Evropu.

## Využití
Na Thoru 3 jsou provozovány televizní, rozhlasové a telekomunikační služby. Jeho životnost by měla být minimálně 11 let. Několik dní po vypuštění převzal funkci předchozí družice Thor 1.
V Česku je velmi často používán k rozšíření nabídky DigiTV, vysílající na satelitu Intelsat 1002 (1° W), který se nachází velmi blízko tohoto satelitu.